# Lettres de Jean-Jacques Cart à Bernard de Muralt
Les Lettres de Jean-Jacques Cart à Bernard de Muralt, trésorier du Pays de Vaud, sur le droit public et les événements actuels ont été publiées à Paris en 1793 et traduites en allemand sous couvert d'anonymat par Georg Hegel à Francfort en 1798. Elles constituent un document concernant l'extension et la "propagande" de la Révolution française à l'étranger, en l'occurrence dans le Pays de Vaud, en Suisse. Par suite, la traduction allemande étant la première publication de Hegel, elles trouvent également une valeur spécifique du point de vue de l'histoire de la philosophie.

## L'édition française de Cart (1793)
Les Lettres paraissent à Paris à la librairie du Cercle Social en 1793. Il s'agit d'un pamphlet rédigé par un avocat patriote et révolutionnaire contre la domination du Pays de Vaud par l'aristocratie de Berne. Le Cercle social est l'un des clubs les plus révolutionnaires à cette époque. Karl Marx y verra un germe du communisme. L'intention de Jean-Jacques Cart est manifestement d'importer la révolution en Suisse. L'ouvrage se trouva de ce fait interdit de publication dans ce pays. Cart dénonce les exactions commises par le gouvernement de Berne et la répression sanglante au mépris des libertés constitutionnelles du Canton de Vaud. Le destinataire des lettres est Guillaume-Bernhard de Muralt, trésorier du Pays de Vaud, qui est nommé général de l'armée suisse en guerre contre l'armée française en 1792.

## L'édition allemande de Hegel (1798)
Hegel publie dans l'anonymat une traduction allemande des Lettres à Francfort chez Jaeger en 1798. Le titre allemand est alors Vertrauliche Briefe über das vormalige staatsrechtliche Verhältnis des Waadtlandes zur Stadt Bern. Eine völlige Aufdeckung der ehemaligen Oligarchie des Standes Bern. Aus dem Französischen eines verstorbenen Schweizers übersetzt und mit Anmerkungen versehen (Lettres confidentielles sur le rapport juridique antérieur du Pays de Vaud à la ville de Berne. Une révélation complète sur l'ancienne oligarchie de la ville de Berne. Traduit du français d'un défunt Suisse avec des remarques). Hegel fait passer Cart pour mort afin de se protéger.
Hegel n'a jamais reconnu de son vivant avoir été l'auteur de cette publication clandestine. Celle-ci lui est attribuée dans le Bücher-Lexicon de Kayser en 1834. En 1909, Hugo Falkenheim en a fait mention à nouveau dans les Preussische Jahrbüchern. Trois exemplaires subsistaient dans le monde de l'édition originale avant qu'elle soit rééditée en 1970. La plupart des anciens commentateurs de Hegel n'ont pas signalé les Lettres de Cart. Dès 1805, pourtant, Hegel est désigné comme auteur de cette publication. Les remarques ont été traduites en français par Olivier Depré en 1997. 
En 1793, le jeune Hegel est précepteur dans la famille du patricien Karl Friedrich von Steiger, lequel fait partie de l'aristocratie de la ville de Berne et du conseil du canton de Berne, dont dépend le pays de Vaud. Steiger représente donc l'oligarchie bernoise qui est critiquée dans les Lettres de Cart. Hegel est alors un partisan de la Révolution française dans la mouvance des Girondins. Il utilise de nombreux ouvrages juridiques de la bibliothèque de Steiger à Tschugg pour rédiger son commentaire des Lettres. 
Lorsque Hegel publie sa traduction, en 1798, la situation a changé par rapport à 1793, car le Pays de Vaud a été pris par les troupes révolutionnaires françaises dirigées par le général Brune. Hegel justifie ainsi l'intervention de celui-ci (et de la France) dans un pays étranger. L'ouvrage n'est plus dirigé, en effet, contre les Bernois, mais contre la tyrannie en Suisse, et par suite contre la tyrannie en général (aussi bien en Allemagne où le livre est publié). 
Hegel adresse un avertissement aux pays ou aux hommes qui pratiquent l'oppression par l'exemple de ce qui s'est passé en Suisse : "Ceux qui restent sourds, leur destin les frappera durement". Les armées françaises ont abattu le despotisme bernois mais elles ont commis également des exactions en établissant un régime démocratique. Hegel laisse entendre aux régimes monarchiques et aristocratiques qu'ils devraient entreprendre des réformes démocratiques sous peine de connaître de telles violences révolutionnaires.